# لائورا بئاتریچی مانچینی

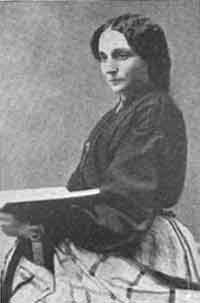
لائورا بئاتریچی مانچینی (حدود ۱۸۶۰)

لائورا بئاتریچی مانچینی (به ایتالیایی: Laura Beatrice Oliva) (۱۷ ژانویه ۱۸۲۱ – ۱۷ ژوئیه ۱۸۶۹) شاعر ایتالیایی بود.

## زندگی‌نامه
لائورا مانچینی در ناپل متولد شد و در سال ۱۸۴۰ با حقوقدان و دولتمرد ایتالیایی پاسکواله استانیسلائو مانچینی ازدواج کرد.  او شعرهای متنوعی نوشت و از دهه ۱۸۴۰ یک سالن ادبی برای ناپلی‌های لیبرال داشت. بسیاری از اشعار او بر رویدادهای سیاسی معاصر به ویژه پس از سال ۱۸۶۰ متمرکز بودند (به اتحاد ایتالیا مراجعه کنید).

## آثار
- اینس (۱۸۴۵)
- کلمب در صومعه لا رابیدا (۱۸۴۶)
- اشعار مختلف (۱۸۴۸)
- ایتالیا بر روی مقبره وینچنزو جوبرتی (۱۸۵۳)
- میهن و عشق (۱۸۷۴)